# Öppet vatten-simning vid världsmästerskapen i simsport 2024
Öppet vatten-simning vid världsmästerskapen i simsport 2024 avgjordes mellan den 3 och 8 februari 2024 vid Doha Old Port i Doha i Qatar.

## Program
Det tävlades i fem grenar.
Alla tider är lokala (UTC+3).
| Datum           | Tid   | Gren            |
| --------------- | ----- | --------------- |
| 3 februari 2024 | 10:30 | Damernas 10 km  |
| 4 februari 2024 | 10:30 | Herrarnas 10 km |
| 7 februari 2024 | 10:30 | Damernas 5 km   |
| 7 februari 2024 | 13:00 | Herrarnas 5 km  |
| 8 februari 2024 | 10:30 | Lagstafett 6 km |

## Medaljörer

### Herrar
| Gren              | Guld                       | Guld      | Silver                           | Silver    | Brons                          | Brons     |
| 5 km Detaljer...  | Logan Fontaine · Frankrike | 51.29,3   | Marc-Antoine Olivier · Frankrike | 51.29,6   | Domenico Acerenza · Italien    | 51.30,0   |
| 10 km Detaljer... | Kristóf Rasovszky · Ungern | 1:48.21,2 | Marc-Antoine Olivier · Frankrike | 1:48.23,6 | Hector Pardoe · Storbritannien | 1:48.29,2 |

### Damer
| Gren              | Guld                                  | Guld      | Silver                       | Silver    | Brons                         | Brons     |
| 5 km Detaljer...  | Sharon van Rouwendaal · Nederländerna | 57.33,9   | Chelsea Gubecka · Australien | 57.35,0   | Ana Marcela Cunha · Brasilien | 57.36,8   |
| 10 km Detaljer... | Sharon van Rouwendaal · Nederländerna | 1:57.26,8 | María de Valdés · Spanien    | 1:57.26,9 | Angélica André · Portugal     | 1:57.28,2 |

### Lag
| Gren            | Guld                                                                       | Guld      | Silver                                                                                     | Silver    | Brons                                                                        | Brons     |
| Lag Detaljer... | Australien · Moesha Johnson · Chelsea Gubecka · Nicholas Sloman · Kyle Lee | 1:03.28,0 | Italien · Giulia Gabbrielleschi · Arianna Bridi · Gregorio Paltrinieri · Domenico Acerenza | 1:03.28,2 | Ungern · Bettina Fábián · Mira Szimcsák · Dávid Betlehem · Kristóf Rasovszky | 1:04.06,8 |

## Medaljtabell
*   Värdland ( Qatar)
| Nr                  | Nation              | Guld | Silver | Brons | Totalt |
| ------------------- | ------------------- | ---- | ------ | ----- | ------ |
| 1                   | Nederländerna       | 2    | 0      | 0     | 2      |
| 2                   | Frankrike           | 1    | 2      | 0     | 3      |
| 3                   | Australien          | 1    | 1      | 0     | 2      |
| 4                   | Ungern              | 1    | 0      | 1     | 2      |
| 5                   | Italien             | 0    | 1      | 1     | 2      |
| 6                   | Spanien             | 0    | 1      | 0     | 1      |
| 7                   | Storbritannien      | 0    | 0      | 1     | 1      |
| 7                   | Portugal            | 0    | 0      | 1     | 1      |
| 7                   | Brasilien           | 0    | 0      | 1     | 1      |
| Totalt (9 nationer) | Totalt (9 nationer) | 5    | 5      | 5     | 15     |